# Thunbergia benguettensis
Thunbergia benguettensis är en akantusväxtart som beskrevs av Cornelis Eliza Bertus Bremekamp. Thunbergia benguettensis ingår i släktet thunbergior, och familjen akantusväxter. Inga underarter finns listade i Catalogue of Life.